# 道格拉斯·科斯塔
道格拉斯·科斯塔·德索萨（葡萄牙語：Douglas Costa de Souza，葡萄牙語發音：[ˈdowɡlɐs ˈkɔstɐ]，1990年9月14日—），俗称道格拉斯·科斯塔，是一位巴西職業足球运动员，現時效力澳洲職業足球聯賽球隊FC悉尼。巴西国家队球員。司職翼鋒。其职业生涯始于甘美奧，直至2010年1月以600万欧元的身价转会頓內次克礦工。他曾随頓內次克礦工赢得众多奖杯，其中包括2010-11赛季在本土赢得的三冠王（乌超联赛、乌克兰杯、乌克兰超级杯）。

## 俱乐部生涯

### 格雷米奥
科斯塔出生于南里奥格兰德州的南萨普卡亚，他是在11岁时开始足球生涯，并在2002年加盟格雷米奥。2008年10月4日，在俱乐部以2比1战胜博塔弗戈的比赛中，年仅18岁的科斯塔完成了一线队首秀，并在同一场比赛中射入首球。2009年6月14日，他在0比0战平弗鲁米嫩塞的比赛中领到红牌。2009年11月29日，他又在4比2战胜格雷米奥巴鲁埃里的比赛中射入首球。科斯塔于2010年1月10日加盟乌克兰足球超级联赛俱乐部顿涅茨克矿工。在此之前，他共代表格雷米奥上阵37次，其中包括28次联赛出场及射入2球。

### 顿涅茨克矿工

#### 2009-10赛季
2010年1月10日，科斯塔在价值600万欧元的交易中与顿涅茨克矿工签订了一份为期五年的合同。他在2月18日以1比2不敌英格兰俱乐部富勒姆的的欧洲联赛中迎来自己的首秀，于第75分钟替换雅德松登场。他的主场首秀则是2月25日的次回合比赛。科斯塔于第53分钟入替威廉，并助攻雅德松将比分扳为1比1。顿涅茨克矿工最终以总比分2比3遭淘汰。2010年3月14日，他在2比1战胜哈尔科夫冶金的比赛中射入自己在该俱乐部的首球。3月28日，他在3比1战胜基辅兵工厂的比赛中于伤停补时阶段射入一球。4月25日，他在3比0战胜敖萨德黑海人的比赛中也有所斩获。5月1日，他在2比0战胜扎波罗热冶金的比赛中射入最后一球，其后于5月9日以3比2战胜辛菲罗波尔塔夫里亚的比赛中也射入己方的第三球。在效力顿涅茨克矿工的首个赛季，科斯塔共获得15次出场机会，当中包括13场联赛，以及射入全部来自联赛的5个入球。顿涅茨克矿工加冕了2009-10赛季的乌超冠军，这也是科斯塔夺得的首座俱乐部冠军奖杯。

#### 2010-11赛季

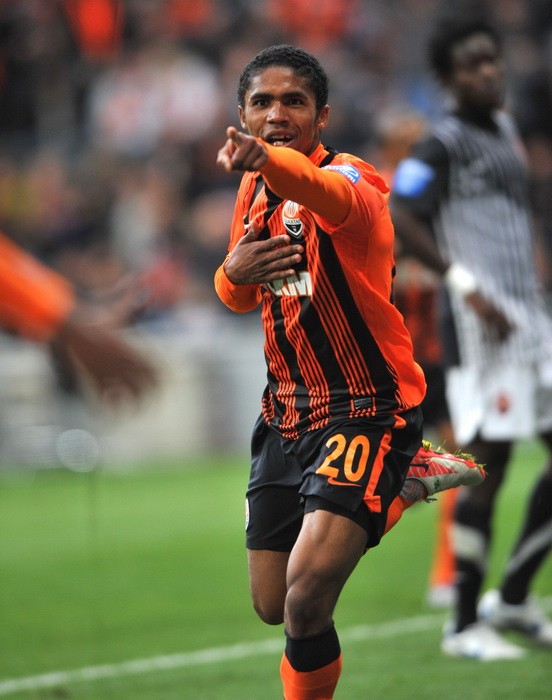
科斯塔代表顿涅茨克矿工作赛于2011年

2010年7月4日，科斯塔在新赛季的第一次亮相便随队以7比1大胜辛菲罗波尔塔夫里亚，轻松夺得乌克兰超级杯。7月30日，他在3比1战胜基辅兵工厂的比赛中梅开二度。而在5比0战胜塞瓦斯托波尔的比赛中，他又射入了己方的第四个入球。9月28日，他射入一记点球，并两次助攻路易斯·阿德里亚诺破门，帮助顿涅茨克矿工在欧洲冠军联赛以3比0大胜葡萄牙俱乐部布拉加。11月28日，他在4比0战胜基辅兵工厂的比赛中再度主射点球，并一蹴而就。2011年2月16日，科斯塔在欧洲冠军联赛八分之一决赛以3比2战胜意大利俱乐部罗马的次回合比赛中，又取得1球1助攻的优异表现。顿涅茨克矿工最终以总比分6比2晋级。4月1日，他在3比1战胜伊利奇维茨射入最后一球。而在5月25日顿涅茨克矿工以2比0战胜基辅迪纳摩的乌克兰杯决赛中，他在第95分钟才替补登场。顿涅茨克矿工成功的以三冠王结束该赛季，分别夺得了乌超、乌克兰杯和乌克兰杯的冠军。科斯塔则总计为俱乐部上阵42次及射入7球。其中有27次出场纪录及5个入球是来自联赛。

#### 2011-12赛季
2011年7月5日，顿涅茨克矿工以一场失利开启了新赛季的征程，他们在超级杯中以1比3不敌基辅迪纳摩，科斯塔则打满全场。他该赛季的第一个入球在9月9日到来，于5比1战胜卢茨克沃伦的比赛中射入末球。10月2日，他在4比1大胜卢甘斯克索尔亚的比赛中率先打破僵局。11月6日，他在2比0战胜基輔奧博隆的比赛中射入己方首球。11月27日，他在5比0战胜利沃夫喀尔巴阡的比赛中以一记点球拉开得分序幕。12月2日和12月11日，他在分别以5比0战胜基辅兵工厂和4比0战胜克里夫巴斯的比赛中均取得入球。次年4月27日，凭借科斯塔在第90分钟的入球，顿涅茨克矿工能够于乌克兰杯半决赛以4比3战胜卢茨克沃伦。而在对阵顿涅茨克冶金的决赛中，他于第62分钟替换亨里希·姆希塔良出场，顿涅茨克矿工最终通过加时赛以2比1取得胜利。赛季结束时，顿涅茨克矿工赢得了乌超和乌克兰杯的双冠王，这也是科斯塔在三年内的第3个乌超冠军。他总计为俱乐部上阵38次及射入7球。其中有27次出场及5个入球是来自联赛。

#### 2012-13赛季

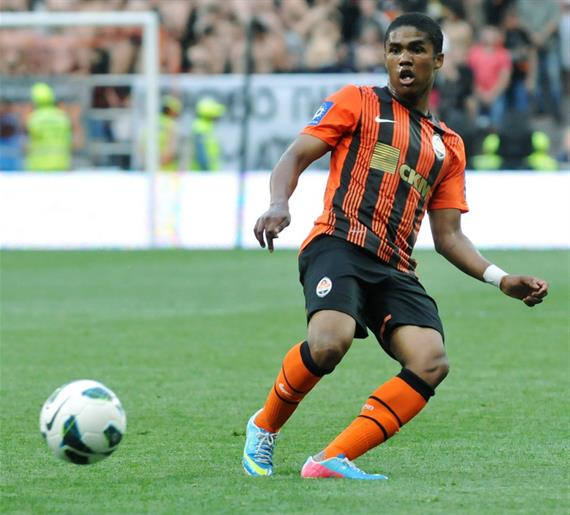
科斯塔代表顿涅茨克矿工作赛于2013年

在对阵顿涅茨克冶金的2012年超级杯中，科斯塔以一个入球开启了新赛季之旅，在帮助顿涅茨克矿工2比0战胜对手之余，也收获了自己的第二个超级杯冠军。2012年11月3日，科斯塔射入他的该赛季联赛首球，在对阵扎波罗热冶金的比赛中于第20分钟点球中的，并依靠路易斯·阿德里亚诺的入球以2比0结束。11月24日，科斯塔在第55分钟替换队长达里奥·斯尔纳出场，并在7分钟后射入一球，帮助顿涅茨克矿工以5比1战胜霍韦尔拉。
在该赛季的欧冠小组赛阶段，科斯塔仅获得3次替补出场的机会，共计23分钟，因为顿涅茨克矿工位居意甲冠军尤文图斯之后以小组第二出线，而同组的卫冕冠军切尔西则折戟于这一阶段。继在2012-13赛季上半程表现无亮点后，科斯塔在2013年2月13日，欧冠八分之一决赛以2比2战平多特蒙德的比赛中替补亮相，并为顿涅茨克矿工射入至关重要的扳平一球。

#### 2013-14赛季
在赛季中期，科斯塔帮助顿涅茨克矿工赢得了2014年的联合超级杯冠军，这是一项在乌克兰和俄罗斯联赛分别排名前两位的俱乐部之间进行的锦标赛，他还获得了赛事的最佳射手。他在帮助顿涅茨克矿工在该赛季赢得了乌超冠军，并以9次助攻领领衔联赛助攻榜。

### 拜仁慕尼黑
2015年7月1日，德甲俱乐部拜仁慕尼黑宣布以3000万欧元的价格从顿涅茨克矿工签下科斯塔。这是该俱乐部历史上第四高的转会费。科斯塔获得了由前拜仁旧将沙奇里留下的11号球衣。他在8月1日的德国超级杯拜仁慕尼黑VS沃尔夫斯堡足球俱乐部的比赛里以首发队员身份初次登场，并给罗本贡献了一次助攻。在之后的点球大战中，他罚进了点球，但拜仁总比分以5比4输掉了本场比赛三天后，他在对阵汉堡足球俱乐部的比赛中打入了个人第一粒德甲进球。2015年9月30日，他打入了个人第一粒代表拜仁的欧冠入球。

### 祖雲達斯
2017年6月12日，哥斯達以600萬歐元的價錢被外借至意大利甲組足球聯賽球隊祖雲達斯，祖雲達斯有權於2018年7月1日前以4000萬歐元買斷球員。

## 国家队生涯

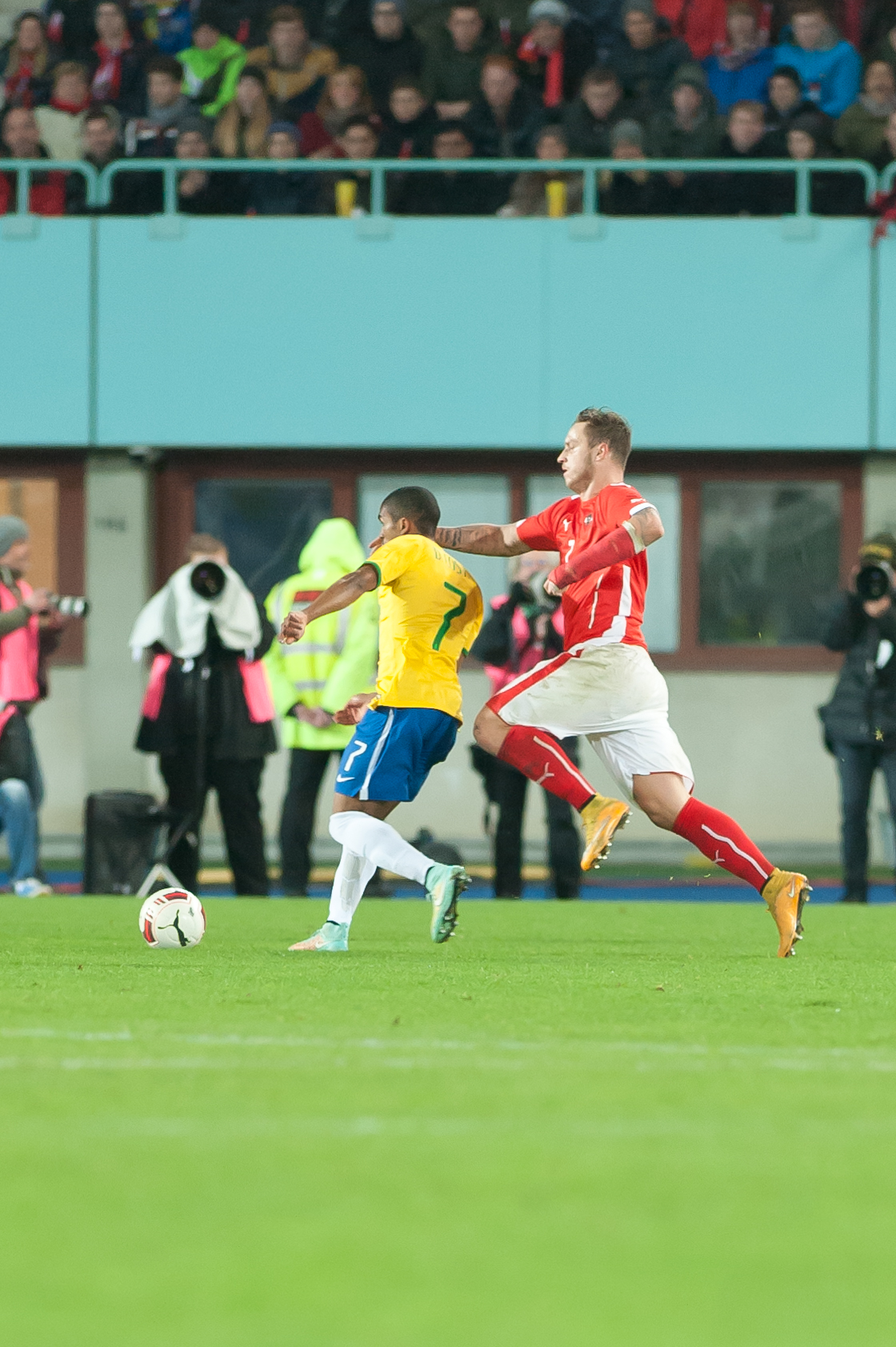
科斯塔于2014年代表巴西对阵奥地利

科斯塔早前曾一直代表巴西19岁以下国家足球队效力，并在2008年随队赢得了在日本举行的U19仙台杯冠军。2009年，科斯塔又代表巴西20岁以下国家足球队出战12场，并赢得同年举办的南美青年足球锦标赛冠军。随后，他又在埃及举办的2009年U20世界杯足球赛中上阵4次，射入1球并有2次助攻。而巴西对也进入了最后的决赛，但在点球大战中以3比4不敌加纳。
2014年11月，科斯塔首次被主教练邓加召入巴西国家足球队，并在伊斯坦布尔对阵土耳其的友谊赛中完成首秀 。2015年5月，科斯塔又被列入巴西征战2015年美洲杯足球赛的23人名单。在球队面对秘鲁的揭幕战中，科斯塔作为候补替换迭戈·塔尔德利登场，并在补时阶段射入制胜球，这也是他在桑巴军团的首个入球。而在对阵巴拉圭的四分之一决赛中，他在1比1局面的最后30分钟替换威廉登场，并在点球大战中射失，导致巴西遭到淘汰。
2018年夏天，科斯塔被召入巴西国家足球队，參加2018年世界盃。巴西在八強出局。

## 生涯统计

### 俱乐部
最後更新：2015年9月26日
| 俱乐部数据   | 俱乐部数据 | 俱乐部数据 | 联赛 | 联赛 | 杯赛       | 杯赛       | 洲际比赛 | 洲际比赛 | 其他 | 其他 | 总计 | 总计 | 参考          |
| 俱乐部       | 联赛       | 赛季       | 出场 | 进球 | 出场       | 进球       | 出场     | 进球     | 出场 | 进球 | 出场 | 进球 | 参考          |
| 巴西         | 巴西       | 巴西       | 联赛 | 联赛 | 巴西杯     | 巴西杯     | 南美     | 南美     | 其他 | 其他 | 总计 | 总计 | 参考          |
| ------------ | ---------- | ---------- | ---- | ---- | ---------- | ---------- | -------- | -------- | ---- | ---- | ---- | ---- | ------------- |
| 格雷米奥     | 巴甲       | 2008       | 6    | 1    | 0          | 0          | —        | —        | 0    | 0    | 6    | 1    | [ 48 ]        |
| 格雷米奥     | 巴甲       | 2009       | 22   | 1    | 0          | 0          | 2        | 0        | 7    | 0    | 31   | 1    | [ 48 ] [ 49 ] |
| 格雷米奥     | 合计       | 合计       | 28   | 2    | 0          | 0          | 2        | 0        | 7    | 0    | 37   | 2    | —             |
| 乌克兰       | 乌克兰     | 乌克兰     | 联赛 | 联赛 | 乌克兰杯   | 乌克兰杯   | 欧战     | 欧战     | 其他 | 其他 | 总计 | 总计 | 参考          |
| 顿涅茨克矿工 | 乌超       | 2009–10    | 13   | 5    | 0          | 0          | 2        | 0        | —    | —    | 15   | 5    | [ 48 ]        |
| 顿涅茨克矿工 | 乌超       | 2010–11    | 27   | 5    | 1          | 0          | 10       | 2        | 1    | 0    | 39   | 7    | [ 48 ] [ 50 ] |
| 顿涅茨克矿工 | 乌超       | 2011–12    | 27   | 6    | 1          | 0          | 5        | 0        | 1    | 0    | 34   | 6    | [ 48 ] [ 51 ] |
| 顿涅茨克矿工 | 乌超       | 2012–13    | 27   | 5    | 1          | 0          | 5        | 1        | 1    | 1    | 34   | 7    | [ 48 ] [ 52 ] |
| 顿涅茨克矿工 | 乌超       | 2013–14    | 27   | 4    | 1          | 1          | 8        | 2        | 1    | 0    | 37   | 7    | [ 48 ] [ 53 ] |
| 顿涅茨克矿工 | 乌超       | 2014–15    | 20   | 4    | 4          | 0          | 8        | 1        | 0    | 0    | 32   | 5    | [ 48 ]        |
| 顿涅茨克矿工 | 合计       | 合计       | 141  | 29   | 8          | 1          | 38       | 6        | 4    | 1    | 191  | 37   | —             |
| 德国         | 德国       | 德国       | 联赛 | 联赛 | 德国足协杯 | 德国足协杯 | 欧战     | 欧战     | 其他 | 其他 | 总计 | 总计 | 参考          |
| 拜仁慕尼黑   | 德甲       | 2015–16    | 7    | 1    | 1          | 0          | 2        | 1        | 1    | 0    | 11   | 2    | [ 54 ]        |
| 总计         | 总计       | 总计       | 176  | 32   | 9          | 1          | 42       | 7        | 12   | 1    | 239  | 41   | —             |

### 国家队入球
巴西队的比分及入球列前。
| #  | 日期          | 场地                              | 对手 | 入球 | 比分 | 赛事         |
| -- | ------------- | --------------------------------- | ---- | ---- | ---- | ------------ |
| 1. | 2015年6月14日 | 智利特木科，赫尔曼·贝克市政体育场 | 秘魯 | 2–1  | 2–1  | 2015年美洲杯 |

## 荣誉

### 俱乐部
顿涅茨克矿工
- 乌克兰足球超级联赛冠军（5）：2010年，2011年，2012年，2013年，2014年[56]
- 乌克兰杯冠军（3）：2011年，2012年，2013年[56]
- 乌克兰超级杯冠军（3）：2010年，2012年，2013年[56]
- 联合超级杯（英语：United Tournament）冠军：2014年[57]

### 国家队
巴西U20
- 南美青年足球锦标赛冠军：2009年[58]
- U20世界盃足球賽亚军：2009年[59]